# Kondor (satellite)
Pour les articles homonymes, voir Kondor.

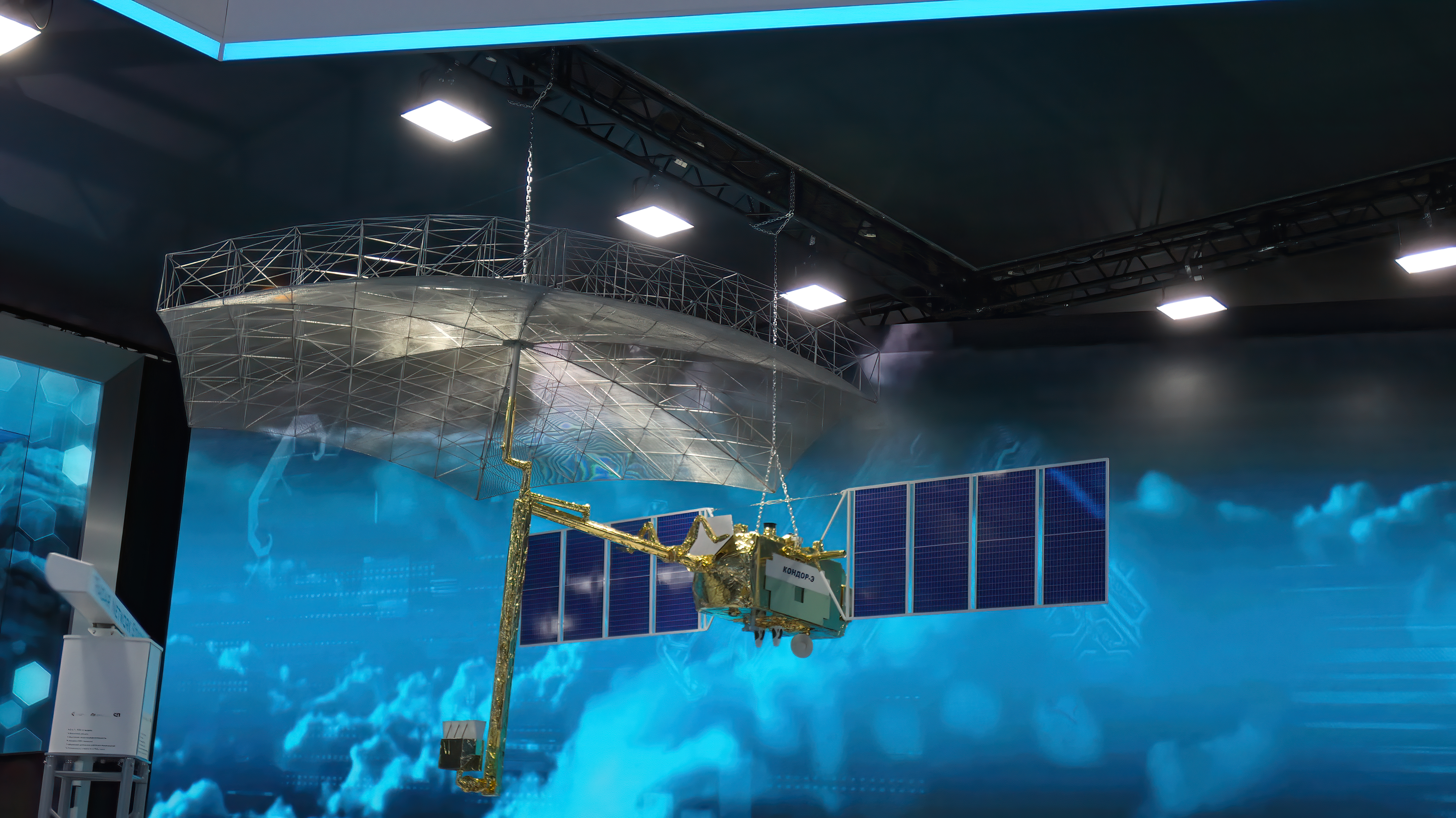
Kondor-E (export).

Kondor (russe : Кондор, français : Condor) est une famille de satellites de reconnaissance militaire radar et optique russe de petite taille dont le premier exemplaire a été placé en orbite le 27 juin 2013 par un lanceur Strela. Un second exemplaire a été acquis par l'Afrique du Sud et mis en orbite fin 2014. Le début de la conception de ce type de satellite à usage civil ou militaire, proposé par la société NPO Mash, remonte au début des années 1990.

## Historique
Le développement du satellite Kondor débute en 1993 lorsque le gouvernement russe demande au constructeur aérospatial NPO Machinostroïenia (NPO Masch en raccourci) de réaliser une étude de faisabilité d'un satellite de reconnaissance radar de petite taille (environ 1 000 kg). Cette société bénéficie de son expérience dans le domaine des systèmes d'observation optique Almaz installés dans les stations spatiales soviétique Saliout et Mir. En 1994, NPO Masch fait partie des 5 sociétés qui répondent à l'appel d'offres du ministère de la Défense russe pour le développement d'un petit satellite de renseignement pouvant disposer soit d'une charge utile optique soit d'un radar à synthèse d'ouverture. NPO Masch est retenu en 1996 et un contrat de développement des versions optique et radar est passé le 8 juillet 1997. La société achève la phase préliminaire de conception en 1998 en utilisant essentiellement des fonds internes mais le projet est gelé à la suite de réductions budgétaires. En 2001, NPO Mash relance le projet en tentant de trouver des débouchés à l'export avec une version baptisée Kondor-E. Le satellite est modifié pour pouvoir être mis en orbite par le lanceur Strela commercialisé par la même société et qui effectue son premier vol en 2003 avec une maquette du satellite de 978 kg. Au cours de cette phase du développement, la masse du satellite passe de 800  à   1 100 kg. Finalement en 2009, la société signe un contrat à l'exportation de la version radar avec un pays dont elle refuse de révéler l'identité et qui se révèlera être l'Afrique du Sud. Le ministère de la Défense débloque au début des années 2010 une partie des fonds mais conditionne apparemment le paiement total à une démonstration du fonctionnement opérationnel du satellite. Finalement le premier exemplaire, une version radar, est lancée le 27 juin 2013 depuis Baïkonour pour le compte du ministère de la Défense,,.

## Caractéristiques techniques

### Version export radar Kondor-E
Le satellite a une masse d'environ 1 150 kg dont 350 kg pour la charge utile. Il utilise une plateforme standard stabilisée 3 axes grâce à des roue de réaction et des magnéto-coupleurs. La précision du pointage est de 6 minutes d'arc et la dérive est de 0,001°/s. L'énergie solaire est fournie par deux ensembles de panneaux solaires d'une superficie totale de 9,2 m2 et qui permettent de fournir les 250  à   1 500 watts nécessaires. La durée de vie est de 5 ans avec un objectif de 7 ans. Les données qui sont produites à un rythme maximal de 960 mégabits par seconde sont stockées dans une mémoire de masse de 192 gigabits et transmis en bande X avec un débit compris entre 350 mégabits par seconde (station terrestre principale) et 61 mégabits par seconde (stations régionales). La charge utile est constituée par un radar à synthèse d'ouverture développé par la société NPO Vega implantée à Moscou. Le radar fonctionne en bande S sur une longueur d'onde de 9,6 cm (fréquence 3,13 GHz) et utilise une antenne de forme parabolique dont la structure est constituée d'un treillis qui se déploie en orbite. La fauchée en haute résolution est de 10  à   20 km avec une résolution de 1  à   3 mètres. De manière standard, la fauchée est de 20  à   150 km avec une résolution de 5  à   30 mètres. Le radar peut observer une zone située à 500 km de part et d'autre de la trace au sol du satellite

### Version optique
Dans sa version optique, le satellite a une masse à peu près identique de 1 150 kg. La charge utile est réalisée par la Leningrad Optical Mechanical Association. La fauchée à haute résolution est de 12 km avec une résolution de 1 mètre.

## Le lanceur Strela
Le lanceur Strela chargé de placer en orbite le premier satellite Kondor opérationnel n'a été utilisé qu'une seule fois en 2003 pour mettre en orbite une maquette du satellite Kondor. Strela est issu d'une reconversion du missile balistique intercontinental tri-étages UR-100NUTTK comme le lanceur Rockot mais il s'agit d'un lanceur beaucoup plus simple que ce dernier : contrairement au Rockot, il est lancé dans son silo comme le missile et utilise le dernier étage natif du missile. 

## Carrière opérationnelle
Le premier satellite Kondor a été lancé le 27 juillet 2013 par une fusée Strela tirée depuis le silo 59 du cosmodrome de Baïkonour. Il est placé sur une orbite de 499x521 km avec une inclinaison de 74,74°. Un deuxième satellite en version export, Kondor-E, a été lancé fin 2014 pour le compte de l'Afrique du Sud.
| Désignation                | Date lancement   | Type                 | Lanceur            | Masse    | Orbite                               | Référence COSPAR | Statut       | Commentaire                                             |
| -------------------------- | ---------------- | -------------------- | ------------------ | -------- | ------------------------------------ | ---------------- | ------------ | ------------------------------------------------------- |
| Gruzomaket (Kondor-E-GVM)  | 5 décembre 2003  | Maquette             | Strela             | 978 kg   | Orbite basse 453 km × 462 km, 67.1°  | 2003-055A        |              | Maquette                                                |
| Cosmos 2487                | 27 juin 2013     | Kondor radar         | Strela             | 1 150 kg | Orbite basse 505 km × 505 km, 74,75° | 2013-032A        | Opérationnel | Version militaire pour le Ministère de la défense russe |
| Kondor-E 1                 | 19 décembre 2014 | Kondor-E radar       | Strela             | 1 150 kg | Orbite basse 499 km × 502 km, 74,75° | 2014-084         | Opérationnel | Exemplaire vendu à l'Afrique du Sud                     |
| Kosmos 2569 (Kondor-FKA 1) | 26 mai 2023      | Kondor-E radar civil | Soyouz 2-1a Fregat | 1 100 kg | Orbite basse 518,8 km, 97,4°         | 2023-074A        | Opérationnel |                                                         |
| Kondor-FKA 2               | 29 novembre 2024 | Kondor-E radar civil | Soyouz 2-1a Fregat | 1 100 kg | Orbite basse 518,8 km, 97,4°         | 2024-223A        |              |                                                         |